# Ricardo Villalobos
Ricardo Villalobos (n. 6 august 1970, Santiago de Chile, Chile) este un muzician german de origine chiliană.

## Biografie
S-a născut in anul 1970 în Chile. În 1973 s-a mutat în Germania împreună cu familia sa pentru a scăpa de dictatura lui Augusto Pinochet. Ricardo Villalobos este producător de muzică electronică și dj. De la o vârstra fragedă el s-a declarat fan al trupei Depeche Mode, urmându-i pe aceștia intr-un tur al Europei pentru a-i asculta. El a lansat un label Placid Flavour, în 1993 dar acesta nu a avut succes. Ricardo Villalobos a lansat prima sa piesă la labelul German Playhouse în anul 1994 și s-a apucat de dj-ing profesionist în anul 1998.
În anul 2008 și 2010 a primit titlul de cel mai bun dj oferit de portalul  australian de muzică electronică Resident Advisor.

## Albume
- Alcachofa (2003)
- Thé Au Harem D'Archimède (2004)
- Fizheuer Zieheuer (2006)
- Salvador (2006)
- Fabric 36 (2007)
- Sei Es Drum (2007)
- Vasco (2008)